# Hatem Ghoula
Hatem Ghoula, född 7 juni 1973, är en tunisisk friidrottare (gångare).
Ghoula är en av Afrikas bästa gångare och han har vunnit afrikanska mästerskapen på 20 km gång fyra gånger. Hans största merit när hela världen varit med är brons på 20 km gång vid VM i Osaka 2007.